# Travanca do Mondego
Travanca do Mondego ist eine Ortschaft und ehemalige Gemeinde in Portugal. Die Talsperre Aguieira liegt hier.

## Verwaltung
Travanca do Mondego war eine Gemeinde (Freguesia) im Kreis (Concelho) von Penacova. Am 30. Juni 2011 hatte die Gemeinde 423 Einwohner auf einer Fläche von 11,5 km².
Die Gemeinde bestand aus folgenden Ortschaften:
- Aguieira
- Arroteia
- Conchada
- Covais
- Coval
- Lagares
- Portela
- Quinta da Conchada
- Silveirinho
- Travanca do Mondego
- Tojeira
- Vale da Serra

Im Zuge der kommunalen Neuordnung Portugals am 29. September 2013 wurde die Gemeinde Travanca do Mondego mit Oliveira do Mondego zur neuen Gemeinde União das Freguesias de Oliveira do Mondego e Travanca do Mondego zusammengeschlossen. Sitz der neuen Gemeinde wurde Oliveira do Mondego.